# Сколія степова
Ско́лія степова́ (Scolia hirta) — перетинчастокрила комаха з родини Сколієвих. Велика одиночна оса, що паразитує на личинках пластинчастовусих жуків. Поширена у посушливих регіонах Європи, Північної Африки, Західної та Центральної Азії. З 1996 по 2009 рік вид був занесений до Червоної книги України, на цей час перебуває у регіональних охоронних списках кількох областей.

## Опис

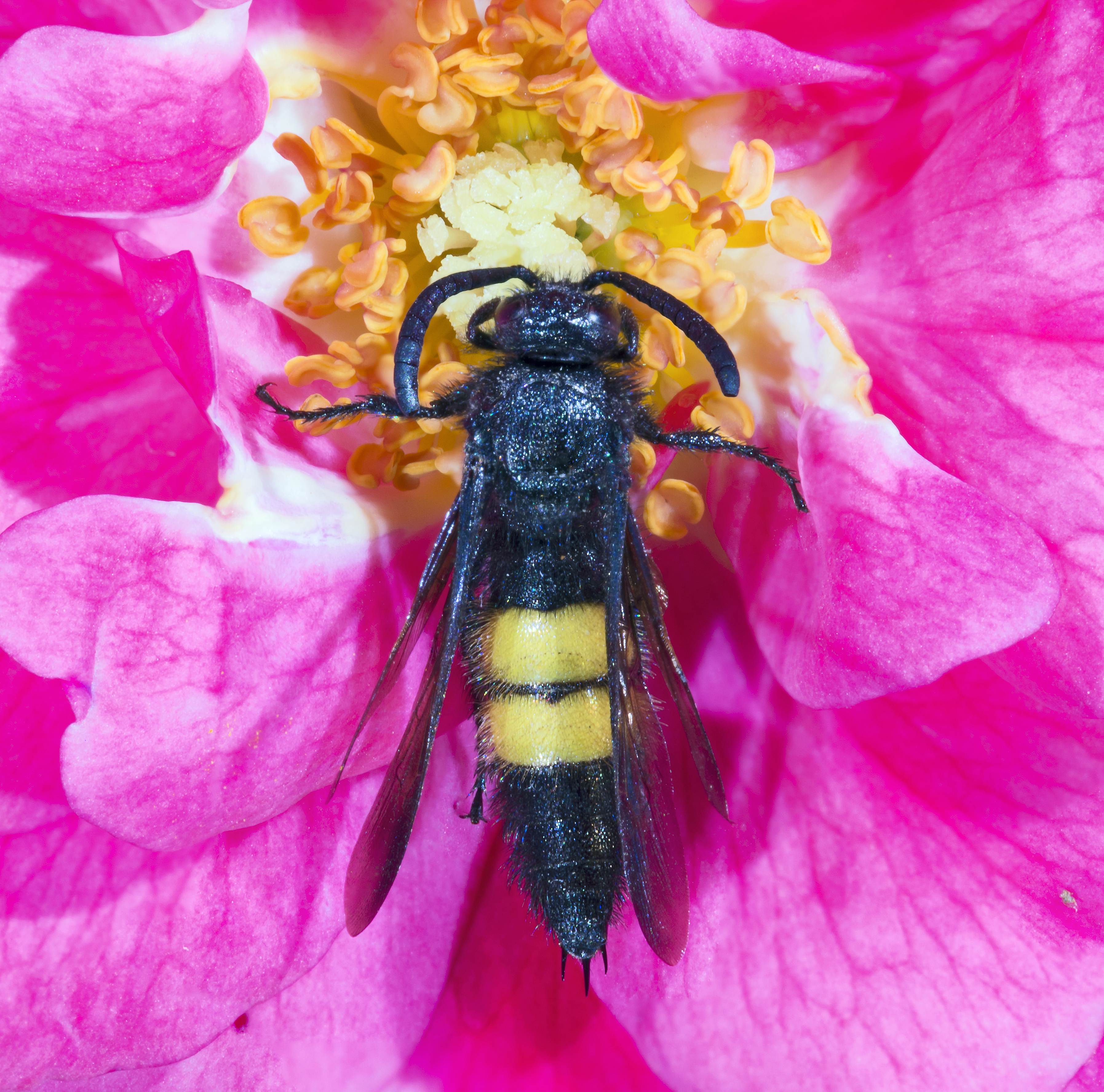
Самця легко відрізнити за трьома шипами на кінці черевця.

Довжина тіла імаго становить: самців 16-25 мм, самиць — 10-18 мм. Тіло чорне, вкрите щетинкоподібними волосками завдовжки до 3 мм, але виглядає не густоволохатим, а напівголим. Усе тіло, особливо спина та терґуми скульптуровані густою мережею дрібних западинок, що створюють враження зморшкуватості.
Голова округла, чорна, без волосків. Антени розташовані в нижній частині лоба, на кінцях загинаються у напівкільця. У самців антени довші, ніж у самиць і складаються з 13 сегментів (у самиць — з 12). Простих очей три, вони створюють трикутник у верхній частині лоба.
Черевце не стеблясте, широковисяче; перший терґум відділений від другого глибокою борозною; кінець черевця у самців із трьома шипами. На другому та третьому терґумах черевця розташовані жовті, блискучі, поперечні смуги, які не доходять до їхніх країв, причому смуга на другому терґумі дещо коротша.
Крила не заходять за кінець черевця, суцільно темні. Їхній колір коричневий, у самців дещо темніший біля костальної кромки крил, у самиць крила із фіолетово-синім полиском.
Ноги міцні із простими, не розщепленими кігтиками.

## Поширення
Ареал сколії степової охоплює посушливі області Північної Африки, Південної Європи, Західної та Центральної Азії. Азійська частина ареалу охоплює півострів Мала Азія, Кавказ, Іран та країни Центральної Азії аж до південних кордонів Західного Сибіру. Останнім часом у зв'язку із глобальним потеплінням ареал виду в Європі повільно просувається на північ, наприклад, сколія степова була відмічена у Німеччині та Штирії (Австрія). В Україні ця оса поширена на більшій частині території країни, частіше трапляється у степових областях.
Загалом степові сколії теплолюбні, вони оселяються у місцинах із добре прогрітими ґрунтами, віддаючи перевагу ділянкам із негустою рослинністю.

## Біологія
Вихід імаго спостерігають з кінця травня із максимумом у середині червня. Імаго літають у липні — вересні, інколи окремих особин можна побачити навіть у жовтні. Самиці загалом менш помітні, оскільки багато часу проводять на поверхні землі в пошуках личинок жуків, яких вони знаходять за запахом.
Степові сколії паразитують на жуках з родів Cetonia, Anomala, Potosia. Однією зі звичайних їхніх жертв є бронзівка золотиста. Відшукавши личинку, оса вражає її точним уколом свого жала у брюшний нервовий центр. Внаслідок цієї операції личинка виду-господаря залишається живою, але паралізованою. Оса відкладає на неї одне яйце, з якого згодом виходить її власна личинка. Личинка сколії заживо поїдає личинку жука, починаючи від життєво менш важливих органів і завершуючи органами серцево-судинної системи. Після загибелі личинки-жертви личинка сколії занурюється у ґрунт на глибину близько 40 см, де і зимує. Навесні вона перетворюється на лялечку.
Дорослі оси відвідують квітки різноманітних рослин здебільшого із довжиною віночка менше 10 мм. Найбільше до вподоби їм рослини з родини Айстрових, Лілійних, Товстолистих та Окружкових, на яких вони ласують нектаром.

## Природоохоронний статус
Хоча сколія степова має широкий ареал, вона належить до стенобіонтних видів, тобто таких, що приурочені до вузького кола ценозів. Її чисельність обмежують як природні чинники (теплолюбність, наявність у тій чи інший місцевості видів-господарів), так і агротехнічні заходи, які зменшують чисельність личинок певних видів жуків.  З 1996 по 2009 рік вид був занесений до Червоної книги України, на цей час перебуває у регіональних охоронних списках кількох областей.